# Système de combat aérien du futur
Le système de combat aérien du futur (SCAF) (en anglais Future Combat Air System, FCAS) est un projet européen d’un ensemble de systèmes d’armes aériens interconnectés impliquant la France, l'Allemagne, l'Espagne et la Belgique, en tant que membre observateur.
Le projet prévoit le développement d'un SCAF pour chaque pays participant, qui connectera les capacités militaires nationales actuelles (Dassault Rafale pour la France, Eurofighter Typhoon pour l’Allemagne et l’Espagne, drones, avions de surveillance, de ravitaillement en vol, systèmes de commandement) et les futures capacités.
En particulier, les SCAF possèdent un sous-ensemble développé en commun, le système d’armes de nouvelle génération (SAGN, en anglais Next Generation Weapon System ou NGWS), qui lui-même comprend un avion de combat de nouvelle génération (avion de chasse de sixième génération) accompagné de drones. L’ensemble sera interconnecté au sein d’un cloud (informatique) spécifique.

## Historique

### Programme franco-britannique (2012-2018)

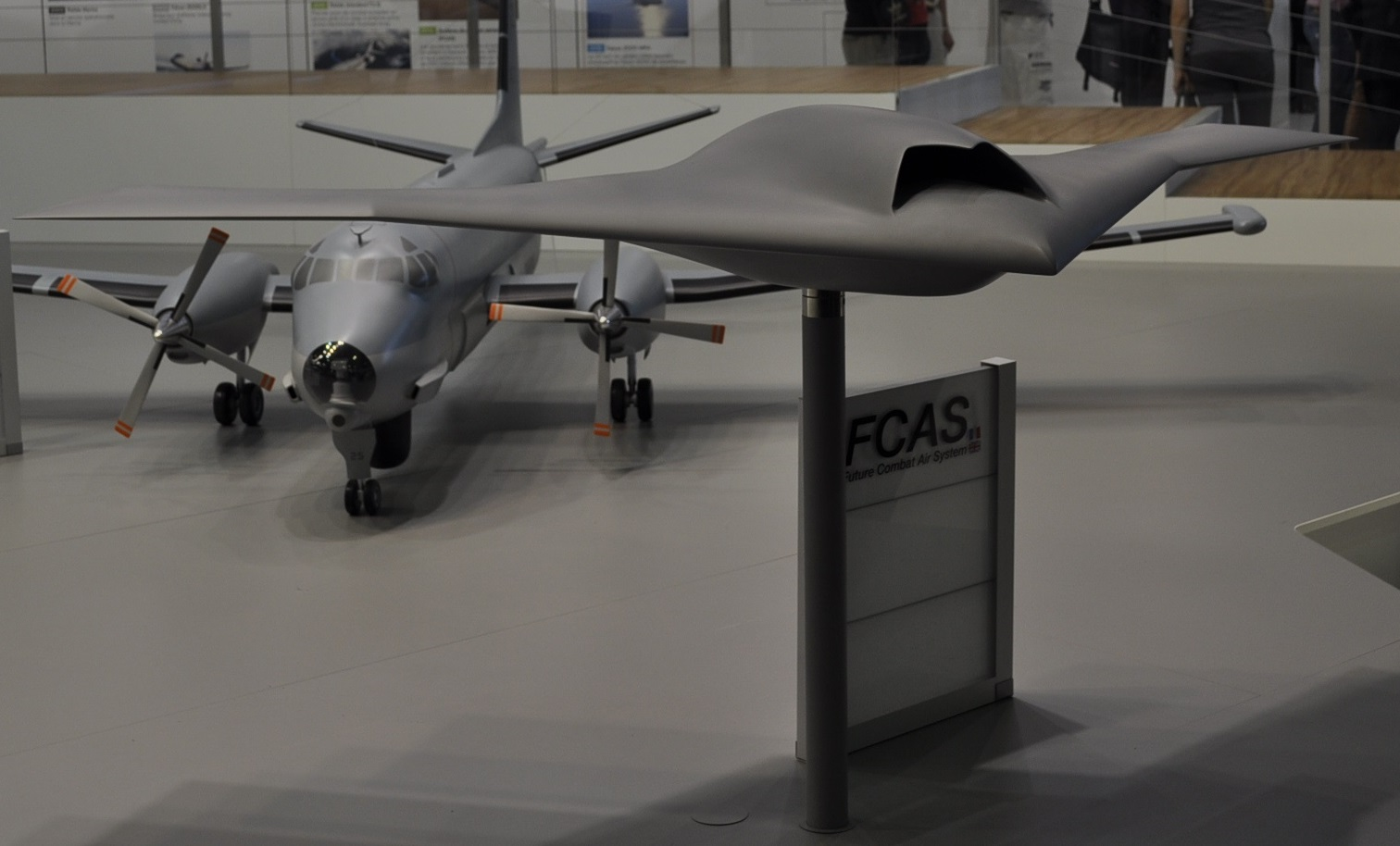
Maquette du drone envisagé pour le système de combat aérien futur au salon du Bourget 2015.

Les accords de Lancaster House, signés fin 2010 entre Paris et Londres prévoient une coopération militaire entre les deux pays. En juillet 2012, 13 millions d’euros sont attribués à une « phase de préparation d’un programme de démonstration d’un futur système de combat aérien » (FCAS DPPP). Puis, au sommet franco-britannique de Brize Norton en 2014, François Hollande et David Cameron s’engagent sur ce système de systèmes, centré autour d’un drone de combat,. Le drone de combat est alors pensé pour compléter un avion de combat rénové, mais un avion totalement nouveau n’est alors pas apparu nécessaire.
Cette étude bénéficie de l’expérience acquise lors du développement des démonstrateurs Dassault Neuron (premier vol a lieu le 1er décembre 2012 en France) et BAE Systems Taranis (qui a volé en 2013).
Les deux pays lancent en 2014 des études préliminaires, portant sur les architectures, les technologies clés et sur les moyens de simulation, par un contrat de 150 millions d’euros. Les études sont supervisées par la direction générale de l'Armement et le Defence Equipment and Support (en) et confiées aux industriels Dassault Aviation, BAE Systems, Thales, Leonardo, Rolls-Royce et Safran Aircraft Engines,.
Au sommet franco-britannique d’Amiens en 2016, les deux pays engagent la phase suivante de réalisation d’un démonstrateur. La poursuite du développement de ce démonstrateur n'est pas confirmée au sommet de janvier 2018. En 2019, ce programme est à l’arrêt.
Les Britanniques annoncent lors du salon de Farnborough en juillet 2018 le lancement du Tempest, leur propre concept d'avion de combat de future génération,. Il doit répondre aux besoins exprimés par le ministère britannique de la Défense dans le document Combat air strategy: An ambitious vision for the future publié également en juillet 2018. Ce projet Tempest intervient comme une sorte de riposte au lancement du programme franco-allemand, en 2017.

### Programme franco-germano-espagnol (depuis 2017)

#### Lancement politique
Le 13 juillet 2017, la chancelière allemande Angela Merkel et le président français Emmanuel Macron annoncent, lors d'une réunion du Conseil des ministres franco-allemand à Paris, leur intention de poursuivre ou de lancer le développement conjoint de plusieurs systèmes d'armes, dont un système de combat aérien européen, sous la direction des deux pays, le SCAF,,,. En 2019, le traité sur la coopération et l'intégration franco-allemandes consacre la volonté des deux pays d’intensifier l’élaboration de programmes de défense communs et leur élargissement à des partenaires.
La vision d’Airbus Defence and Space du SCAF est présentée fin 2017. Lors du salon Innovation and Leadership in Aerospace (ILA) à Berlin, Dassault Aviation et Airbus Defence and Space annoncent le 25 avril 2018 un accord de coopération pour réaliser le SCAF.
L'Espagne, qui dispose d'une flotte de Typhoon et de F/A-18 Hornet, est depuis le départ observateur du programme SCAF. Une lettre d'intention signée le 14 février 2019 par les ministres de la Défense de l'Allemagne, de l'Espagne et de la France acte la volonté des Espagnols d'être associés à ce programme, selon des modalités qui restent à préciser.
Le 19 juin 2018, les ministres allemand et français signent une nouvelle lettre d'intention, qui désigne la France comme nation meneuse du projet. Elle prévoit également que d’autres partenaires, en particulier européens, puissent se joindre à sa réalisation.
D’autres programmes franco-allemands en matière d'armement sont étudiés en parallèle : le Main Ground Combat System, le Maritime Airborne Warfare System et l'Eurodrone.
Des négociations similaires ont eu lieu entre 1977 et 1985, entre la France, le Royaume-Uni, l'Allemagne, l'Italie et l'Espagne, avant que la France ne développe seule le Rafale.

#### Définition des besoins opérationnels
Le 26 avril 2018, le lieutenant-général Erhard Bühler et le général d'armée aérienne André Lanata signent le document de définition des exigences opérationnelles communes, qui définit les tâches essentielles de l'avion,. Du côté allemand, ces exigences s'inscrivent dans la Militärische Luftfahrtstrategie (nouvelle stratégie militaire aérienne) publiée en 2016. Selon cette fiche d’expression des besoins, le système devra « répondre aux exigences de l’ensemble des missions air-air et air-surface ». Pour cela, il disposera de « capacités de supériorité aérienne face aux menaces aériennes futures » tout en étant capable « d’engager l’ensemble des cibles d’intérêt pour les opérations air surface ». Il devra également être furtif, intégré avec les moyens de l'OTAN et de l'UE, et pourra être emporté par un porte-avions.
La lettre d'intention de juin 2018 précise que le futur système de combat aérien « rassemblera autour d’un nouvel avion de combat polyvalent, adapté aux menaces aériennes contemporaines et exploitant le potentiel de l’intelligence artificielle, des moyens de combat travaillant en réseau, dont des drones de différents types »,.

#### Premiers contrats industriels
En présence de la ministre allemande de la Défense, Ursula von der Leyen, et de son homologue française, Florence Parly, le 6 février 2019 à Gennevilliers, un premier marché d'étude de concept commune de 65 millions d'euros est notifié à Dassault Aviation et Airbus Defence and Space. Les deux industriels précisent que cette étude commune vise à « conceptualiser les différentes capacités du SCAF et à jeter les bases de leur définition et industrialisation future, en vue d'une capacité opérationnelle complète à l'horizon 2040 »,,.
Le même jour, le groupe technologique français Safran Aircraft Engines (ex-Snecma) et le motoriste allemand MTU Aero Engines signent un accord de coopération pour le développement de nouveaux moteurs à réaction pour le futur avion.
Début 2020, après quelques discussions sur l'organisation industrielle des moteurs, le premier contrat (Phase 1A), d’un montant de 155 millions d’euros pour une période de 18 mois, est attribué par les gouvernements français et allemand à Dassault Aviation, Airbus et leurs partenaires, MTU Aero Engines, Safran, MBDA et Thales, le contrat cadre initial, organisé en cinq piliers, étendus à sept avec l’arrivée de l’Espagne :
- chasseur de nouvelle génération (Next Generation Fighter en anglais) avec Dassault Aviation comme maître d’œuvre et Airbus comme partenaire principal ;
- moteurs avec Safran et MTU comme partenaire principal (sous l'égide d'EUMET GmbH, une coentreprise associant les deux entreprises)[33] ;
- effecteurs déportés avec Airbus comme maître d’œuvre et MBDA comme partenaire principal ;
- réseau de combat (Combat Cloud en anglais) avec Airbus comme maître d’œuvre et Thales comme partenaire principal ;
- « simlab », cohérence d’ensemble, avec Airbus, Dassault, Safran et MTU Aero Engines comme maîtres d’œuvre ;
- capteurs ;
- furtivité[34].

La phase 1B devait être signée entre la mi-2021 et la mi-2022. Toutefois, début 2021, des désaccords apparaissent entre Dassault et Airbus, le premier refusant un périmètre réduit alors qu’il doit assurer la responsabilité de l'ensemble et le second affirmant que le maître d’œuvre ne pourra pas tout faire seul, compte tenu de l’importance de l’effort technologique et financier. Le 23 juin 2021, le Bundestag approuve la poursuite du projet, mais uniquement pour la phase 1B. La phase 2 (assemblage et test en vol du démonstrateur) est soumise à plusieurs conditions. Le 28 avril 2023, les trois ministres de la défense lancent officiellement la phase 1B à Madrid.
L’investissement prévu pour cette phase 1B est d’environ trois milliards d’euros sur 36 mois et est pris en charge à parts égales par les trois pays concernés. La phase 2, optionnelle, porterait les dépenses à huit milliards d’euros jusqu’à 2030, après quoi s'ajouteront les dépenses d’industrialisation. Le coût total du programme est évalué par certains analystes entre cinquante et quatre-vingt milliards d’euros.

#### Arrivée de la Belgique dans le projet
En 2017, le Conseil des ministres belge lance le processus d'acquisition en publiant un appel d'offres gouvernementale pour trente-quatre appareils devant remplacer les F-16 belges vieillissants,. La France (Rafale), les États-Unis (F-18) et la Suède (Gripen) décident de ne pas introduire d'offre et de se retirer, jugeant l'appel d'offres trop favorable au F-35,. Mais, le 15 mai 2018, soit après la clôture de l'appel d'offres officiel, des officiels français envoient une offre détaillée avec « partenariat approfondi et structurant » fondé sur l'avion de combat Rafale, avec l'offre de participer au programme SCAF. L'offre française sera fraîchement accueillie par les autorités belges qui craignent des recours des autres candidats en cas de prise en compte, celle-ci arrivant après la clôture de l'appel d'offres officiel. Les autorités françaises estiment, quant à elles, que leur offre n'a pas reçu l'attention qu'ils en attendaient de la part des autorités Belges.
En 2023, les industriels belges pressent le gouvernement fédéral de rejoindre un projet d'avion de nouvelle génération, sans choisir explicitement entre le SCAF et le BAE Systems Tempest. La ministre de la Défense Ludivine Dedonder choisit le SCAF. Le président français Emmanuel Macron annonce en juin 2023 que la Belgique rejoint le projet SCAF en tant qu'observateur. La Belgique annonce engager un budget de 360 M€, dont 10 % seront à la charge des industriels belges concernés.

## Éléments du système commun

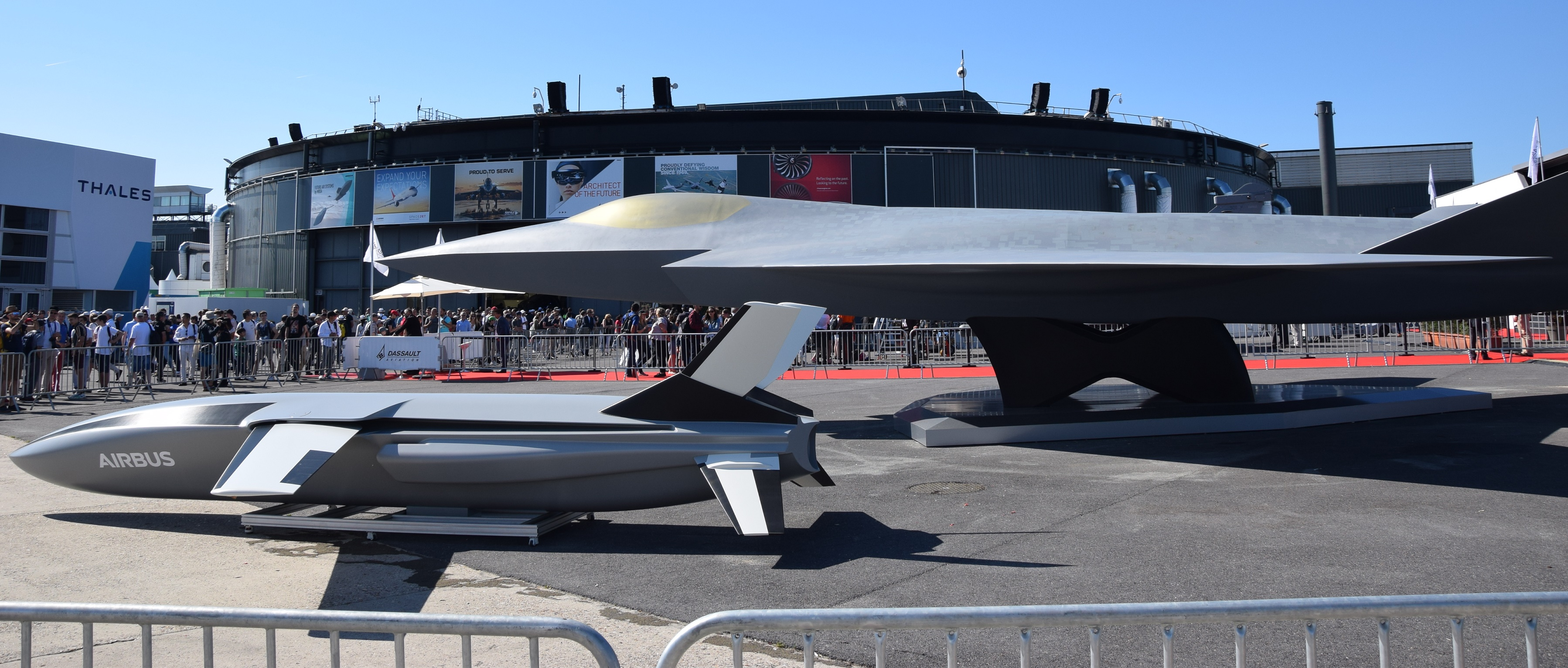
Maquettes du chasseur de nouvelle génération et d'un effecteur déporté au Salon du Bourget de 2019.

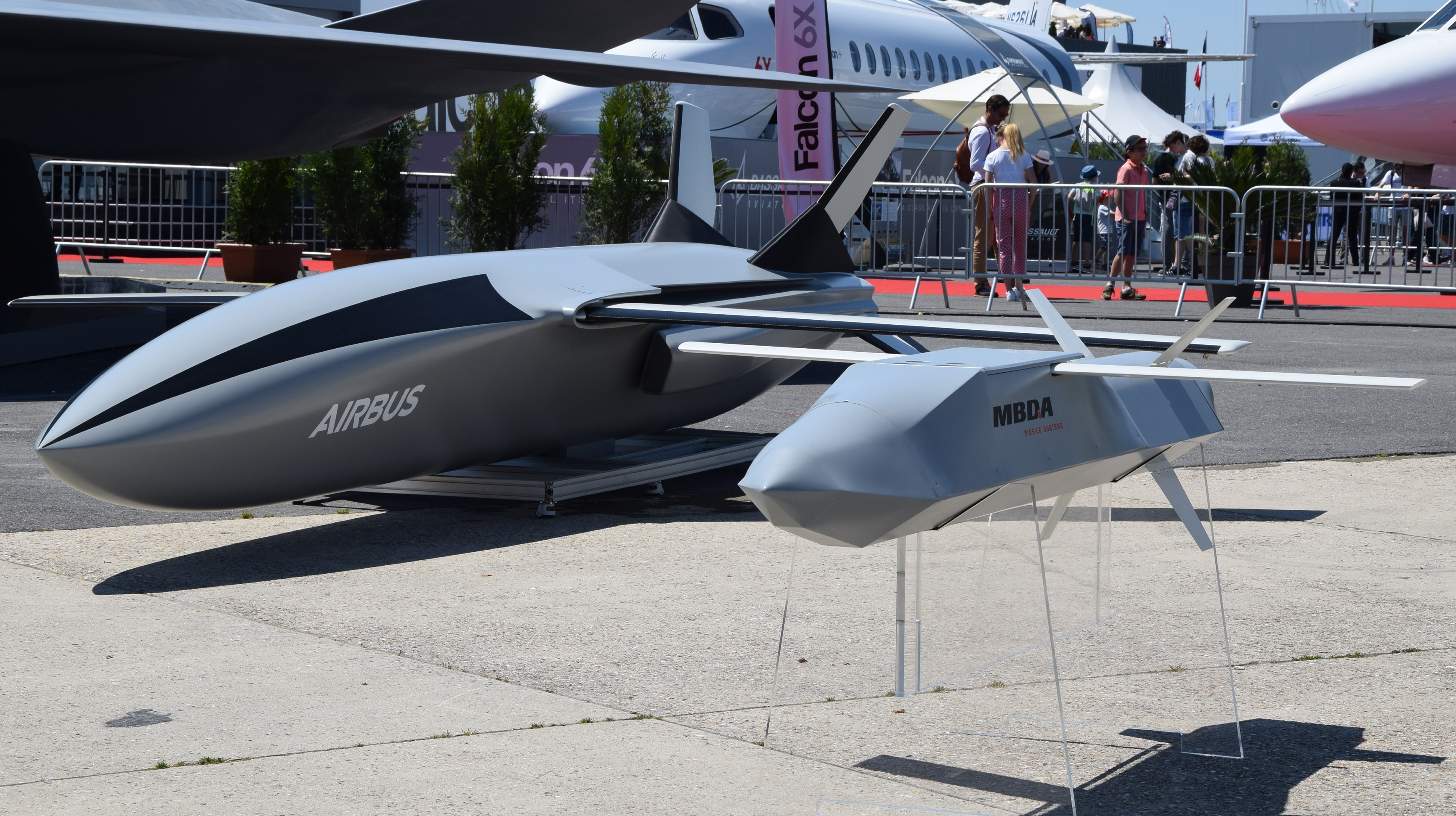
Maquettes d'effecteurs déportés du SCAF. Le RC100 de MBDA sert depuis 2021 de base au projet de missile sol-sol Joint Fire Support Missile.

Les éléments du système d’armes de nouvelle génération (SAGN) sont le chasseur de nouvelle génération (New Generation Fighter, NGF), accompagné de drones. L’ensemble sera interconnecté au sein d’un cloud spécifique, dit "cloud de combat".

### Avion de chasse habité
L’avion de chasse habité réalisera l’interception et le combat aérien. Dans un premier temps, les avions actuels seront mis à niveau en connectivité pour s’intégrer au SCAF.
Le chasseur de nouvelle génération est un avion de chasse de sixième génération en cours de conceptualisation chez Dassault Aviation et Airbus Defense and Space qui devrait remplacer la génération actuelle des Rafale de Dassault, les Eurofighter Typhoon de l'Allemagne et les F-18 Hornet de l'Espagne à l'horizon 2040,.
|                                                                                 |
| Modèle 3D interactif de la maquette du CGN montrée au Salon du Bourget en 2019. |

|                                                                                       |
| Livrée similaire à celle montrée dans les illustrations de Dassault du début de 2021. |

### Effecteurs déportés
Les effecteurs déportés sont des engins mi-drones, mi-missiles conçus pour saturer les défenses ennemies, mener des missions de brouillage, désigner des cibles ou même larguer des missiles.

### Connectivité
Les satellites, les avions de ravitaillement, les avions radar, les navires de la Marine enverront les données de leurs capteurs au pilote, lui permettant de s’adapter à des défenses aériennes de plus longue portée.